# Lacul Grivița
Lacul Grivița este un lac antropic amenajat pe râul Colentina, în București, sectorul 1, situat între lacul Străulești în amonte și lacul Băneasa în aval. 
Lacul Grivița care debutează dincolo de stăvilarul Străulești, pe sub podul Bucureștii Noi, are o suprafață de 53 ha, lungimea de 3,8 km, lățimea între 50-500 m, o adâncime de  1-4 m, volum de l.000.000 m³, debit de 2,5 m/s. Mărginește cartierul Dămăroaia.

## Calitatea apei
În urma analizelor apei efectuate de Administrația Națională Apele Române (A.N.A.R.) și a Administrația Lacuri, Parcuri și Agrement București (A.L.P.A.B.), s-au constatat următoarele:

În lacul Grivița, pH-ul  și amoniul se încadrează în limitele admise pe toată perioada efectuării analizelor. Nitrații sunt în limite normale, la fel și nitriții, exceptând un vârf cu valoarea de 0,42 mg/l în luna noiembrie a anului 2007. Cadmiul depășește frecvent limitele normale atingând valori chiar de 390 μg/l, adică de 78 de ori mai mult decât limita maximă admisă în conformitate cu Ordinul 161/2006. Plumbul depășește ușor limitele maxime, iar zincul se încadrează în limitele normale. Cuprul depășește și el valorile maxime admise, având un vârf la valoarea de 1185 μg/l. Fosforul depășește adesea limitele maxime admise, ajungând la valori de 12 mg/l, depășind limita maximă de 1,2 mg/l. Ca și în cazul celorlalte lacuri, se semnalează prezența bacteriilor coliforme fecale dar și a bacteriei Escherichia coli.